# Bradleystrandesia
Bradleystrandesia is een geslacht van kreeftachtigen uit de klasse van de Ostracoda (mosselkreeftjes).

## Soorten volgens <ITIS>
- Bradleystrandesia columbiensis (Dobbin, 1941)
- Bradleystrandesia dentifera (Dobbin, 1941)
- Bradleystrandesia fuscata (Jurine, 1820)
- Bradleystrandesia gigantica (Furtos, 1933)
- Bradleystrandesia hirsuta (Fischer, 1851)
- Bradleystrandesia mollis (Furtos, 1936)
- Bradleystrandesia obliqua (Brady, 1868)
- Bradleystrandesia passaica (Sharpe, 1903)
- Bradleystrandesia reticulata (Zaddach, 1844)
- Bradleystrandesia serrata (Tressler, 1950)
- Bradleystrandesia tincta (Furtos, 1933)
- Bradleystrandesia tressleri (Ferguson, 1954)